# Гарасу
Гарасу, Карасу (азерб. Qarasu adası, укр. Чорна вода) — острів у Каспійському морі поблизу південно-східного узбережжя Азербайджану. Є одним з островів Бакинського архіпелагу.

## Історія
У XVII столітті на Каспії з'явились російські козаки які змінили азербайджанські назви на російські. Назву Кара-су перейменували на Лось. Причиною цього став зовнішній вигляд острова, який нагадував козакам спину лося.